# Kerstin Wibom
Kerstin Wibom, född 7 januari 1929 i Kungsholms församling i Stockholm, är en svensk skådespelare och talpedagog.

## Filmografi
- 1950 – Två trappor över gården
- 1950 – Påhittiga Johansson
- 1950 – Medan staden sover
- 1951 – Frånskild
- 1951 – Starkare än lagen
- 1954 – Ung man söker sällskap
- 1955 – Finnskogens folk
- 1955 – Flickan i regnet
- 1955 – Bröderna Östermans bravader
- 1955 – Vildfåglar
- 1956 – Sjunde himlen
- 1960 – Kiruna (kortfilm)

## Teater

### Roller (ej komplett)
| År   | Roll           | Produktion                                                 | Regi           | Teater                   |
| ---- | -------------- | ---------------------------------------------------------- | -------------- | ------------------------ |
| 1954 | Eva            | Guds gröna ängar Marc Connelly                             | Johan Falck    | Helsingborgs stadsteater |
| 1954 | Barbro         | Babels torn Lars Helgesson                                 | Johan Falck    | Helsingborgs stadsteater |
| 1954 | Nita Havemeyer | Kärlek eller pengar F. Hugh Herbert                        | Johan Falck    | Helsingborgs stadsteater |
| 1954 | Tant Lisa      | Oh, mein Papa! Paul Burkhard, Jürg Amstein, Robert Gilbert | Åke Engfeldt   | Helsingborgs stadsteater |
| 1955 | Miss L'Arriére | Dollargrinet George S. Kaufman och Howard Teichmann        | Johan Falck    | Helsingborgs stadsteater |
| 1956 |                | Boyfriend (The Boy Friend) Sandy Wilson                    | Lars Barringer | Upsala-Gävle stadsteater |
| 1957 | Gladis         | Maria Gyckel-piga Stig Bergendorff och Gösta Bernhard      | Gösta Bernhard | Casinoteatern            |